# Franc Megušar
Franc Megušar, slovenski zoofiziolog, * 8. december 1876, Kamna Gorica, Avstro-Ogrska (sedaj Občina Radovljica, Slovenija), † 3. avgust 1916, Rudka Mirińska, sedanja Ukrajina.
Bil je eden zgodnjih slovenskih biologov, ki so poklicno delovali v tujini. Raziskovalno se je posvečal predvsem razvojnim in fiziološkim značilnostim različnih živali, pa tudi ekologiji jamskega okolja.

## Življenjepis
Šolal se je sprva v domačem kraju in Radovljici ter nato na Prvi državni gimnaziji v Ljubljani, nakar je odšel študirat na Dunaj. Na tamkajšnji univerzi je leta 1898 vpisal študij prava, ki pa ga ni končal. Nekaj časa je delal pri geometru in notarju v Kamniku, kmalu pa se je prepisal na študij naravoslovja na dunajski filozofski fakulteti.
Že pred koncem študija, leta 1903, je kljub sprva neuspešni prošnji dobil zaposlitev na zoološki postaji v Trstu, še istega leta pa nato na biološkem poskusnem zavodu (kasnejšem vivariju) v dunajskem Pratru, kjer je leta 1904 postal asistent. Leto kasneje je doktoriral na Univerzi na Dunaju s tezo o anatomiji spolnih organov pri hrošču potapniku vrste Hydrophilus piceus. Nato se je ukvarjal z različnimi fiziološkimi in razvojnimi vprašanji, kot so spreminjanje barve pri različnih žuželkah in rakih, regeneracija pri žuželkah ipd. Pripadal je eksperimentalni struji biologa Hansa Przibrama. V svojem laboratoriju je vzdrževal veliko število vivarijev za poskuse, leta 1912 pa je s podporo Avstrijske akademije znanosti opravil tudi natančno terensko študijo življenjskih pogojev v jamah na Kranjskem.
Zaradi izrazite pedantnosti in strogosti v odnosu do znanstvenega dela, tako svojega kot dela kolegov, je prišel v konflikt z vodstvom, zato je izgubil položaj leta 1913, ko je njegovo ustanovo prevzela akademija. S poskusi je nadaljeval kar v svojem stanovanju, pri čemer mu je pomagala žena Minka. Ker mu v Avstriji tudi po več prošnjah ni uspelo dobiti nove službe, je zapustil Dunaj in leta 1915 sprejel položaj na Kmetijski poskusni postaji v Gorici, nato pa je izbruhnila prva svetovna vojna, v kateri je poleti 1916 kot kadet v avstrijski vojski padel na vzhodni fronti.